# Alcarràs
Alcarràs este o localitate în Spania în comunitatea Catalonia în provincia Lleida. În 2006 avea o populație de 5.970 locuitori.